# Kaubele
Kaubele is een bestuurslaag in het regentschap Timor Tengah Utara van de provincie Oost-Nusa Tenggara, Indonesië. Kaubele telt 811 inwoners (volkstelling 2010).